# Мартина Суха
Мартина Суха (словац. Martina Suchá; нар. 20 листопада 1980, Нове Замки) — колишня словацька тенісистка.
Найвищу одиночну позицію рейтингу WTA — ранг 37 досягнула 22 квітня 2002 року.
Завершила кар'єру 2008 року.

## Фінали Туру WTA

### Одиночний розряд: 6 (2-4)
| Перемога — Легенда (до/після 2010)           |
| -------------------------------------------- |
| Турніри Великого шолома (0–0)                |
| Турніри WTA Tour (0–0)                       |
| Tier I / Premier Mandatory & Premier 5 (0–0) |
| Tier II / Premier (0–0)                      |
| Tier III, IV & V / International (2–4)       |

| Результат | Ранг | Дата             | Турнір                                    | Покриття  | Опонент in the final    | Рахунок       |
| Поразка   | 1.   | 15 жовтня 2001   | Братислава, Словаччина                    | Килим (i) | Ріта Гранде             | 1–6, 1–6      |
| Перемога  | 2.   | 13 січня 2002    | Moorilla Hobart International, Австралія  | Тверде    | Анабель Медіна Гаррігес | 7–6(9–7) 6–1  |
| Поразка   | 3.   | 2 травня 2004    | Hungarian Ladies Open, Угорщина           | Ґрунт     | Єлена Янкович           | 6–7(4–7), 3–6 |
| Поразка   | 4.   | 3 жовтня 2004    | Guangzhou International Women's Open, КНР | Тверде    | Лі На                   | 3–6, 4–6      |
| Перемога  | 5.   | 7 листопада 2004 | Tournoi de Québec, Канада                 | Килим (i) | Абігейл Спірс           | 6–2, 3–6, 6–2 |
| Поразка   | 6.   | 21 травня 2006   | Гран-прі принцеси Лалли Мер'єм, Марокко   | Ґрунт     | Меган Шонессі           | 2–6, 6–3, 3–6 |